# Transformacja Clarke i Parka
Są to transformacje układu współrzędnych. Przekształcenia te służą do łatwiejszego analizowania układów sterowania silników 3-fazowych oraz są wykorzystywane przy konstruowaniu falowników wektorowych.

## Przekształcenie Clarke
Pierwsza transformata ma za zadanie przedstawić wypadkowy wektor prądu na którego wpływ mają trzy trójfazowe prądy wygenerowane z uzwojeń rozmieszczonych względem siebie o 120 stopni.

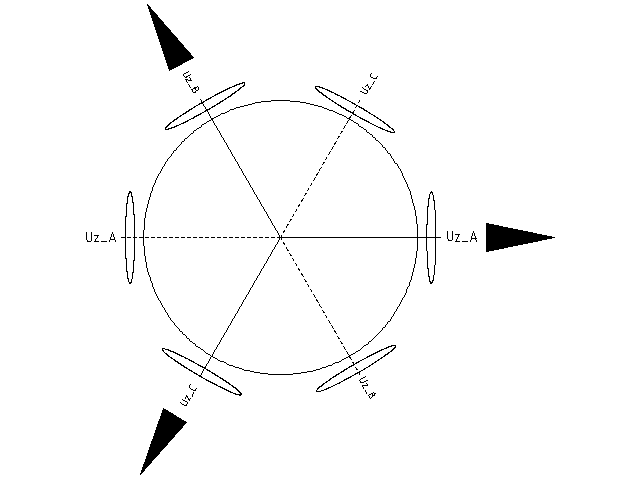
Silnik trójfazowy rozkład uzwojeń

I tak patrząc na rysunek powyżej składową X wirującego wektora prądu, możemy obliczyć korzystając ze schematu poniżej:
zapisując to wzorem:
{\displaystyle i_{x}=i_{a}-i_{c}\cdot \cos(60)-i_{b}\cdot \sin(30)}
{\displaystyle i_{x}=i_{a}-i_{c}\cdot {\frac {1}{2}}-i_{b}\cdot {\frac {1}{2}}}

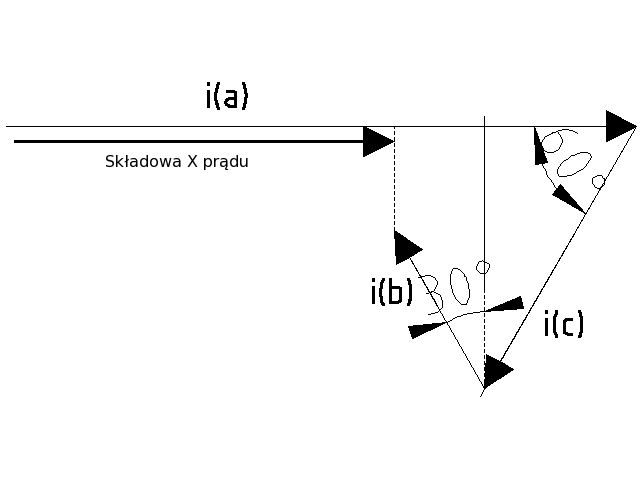
Wyliczanie składowej X prądu

Zakładając, że suma prądów jest równa zero
{\displaystyle i_{a}+i_{b}+i_{c}=0}
{\displaystyle i_{c}=-(i_{a}+i_{b})}
mamy
{\displaystyle i_{x}=i_{a}+i_{a}\cdot {\frac {1}{2}}+i_{b}\cdot {\frac {1}{2}}-i_{b}\cdot {\frac {1}{2}}}
{\displaystyle i_{x}=i_{a}+i_{a}\cdot {\frac {1}{2}}}
{\displaystyle i_{x}={\frac {3}{2}}i_{a}}
Natomiast ten rysunek obrazuje jak wyliczyć składową Y prądu:

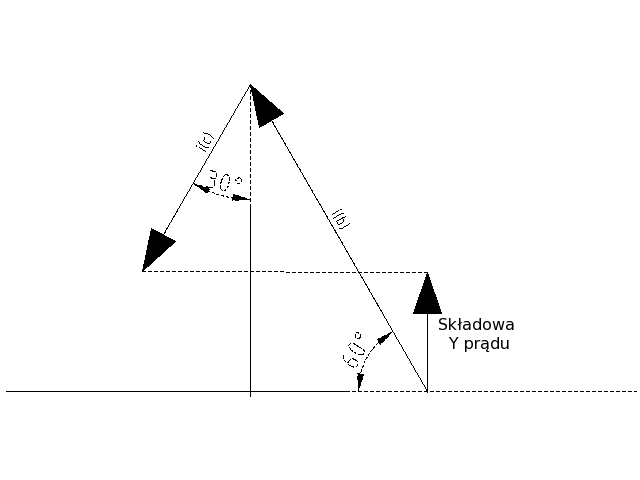
Wyliczanie składowej Y prądu

zapisując to wzorem:
{\displaystyle i_{y}=i_{b}\cdot \sin(60)-i_{c}\cdot \cos(30)}
{\displaystyle i_{y}=i_{b}\cdot {\frac {\sqrt {3}}{2}}-i_{c}\cdot {\frac {\sqrt {3}}{2}}}
{\displaystyle i_{y}={\frac {\sqrt {3}}{2}}\cdot (i_{b}-i_{c})}
Podstawiając
{\displaystyle i_{c}=-(i_{a}+i_{b})}
{\displaystyle i_{y}={\frac {\sqrt {3}}{2}}\cdot (i_{a}+2i_{b})}
Zestawienie dwóch wzorów
{\displaystyle i_{x}={\frac {3}{2}}i_{a}}
{\displaystyle i_{y}={\frac {\sqrt {3}}{2}}\cdot (i_{a}+2i_{b})}
Przeskalujemy przez {\displaystyle {\frac {2}{3}}} Daje nam następującą zależność
{\displaystyle i_{\alpha }=i_{a}}
{\displaystyle i_{\beta }={\frac {1}{\sqrt {3}}}\cdot (i_{a}+2i_{b})=0{,}577350269\cdot (i_{a}+2i_{b})}
Znane jest pod nazwą przekształcenia (transformaty Clarke).

## Przekształcenie Parka
Transformacja Parka – odwirowanie. Założymy tutaj, że znany jest nam chwilowy kąt wirującego wektora prądu wirnika. Skorzystamy z własności współrzędnych w układzie biegunowym oraz właściwości funkcji trygonometrycznych:

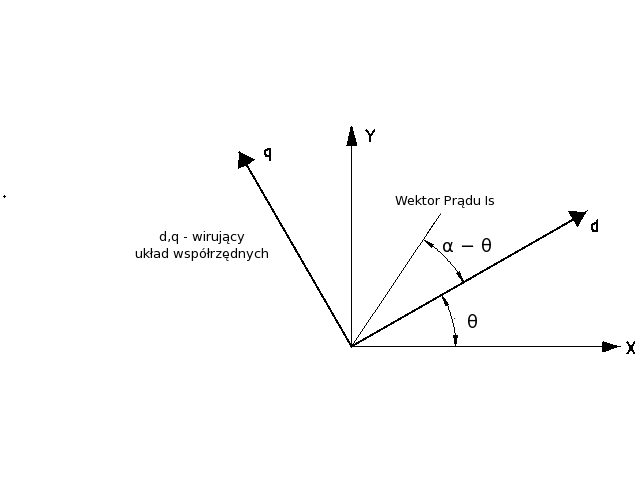
Odwirowanie

Ponieważ przeniesienie z jednego układu do drugiego (w układzie biegunowym) owocuje jedynie zmianą kąta wektora. Wektor w układzie oryginalnym będzie miał długość {\displaystyle r} oraz kąt {\displaystyle \alpha .} A wektor w układzie dq przesuniętym będzie miał długość r oraz kąt {\displaystyle \alpha -\theta .}
A więc nowe współrzędne d q będą równe:
{\displaystyle i_{d}=i\cdot \cos(\alpha -\theta )}
{\displaystyle i_{q}=i\cdot \sin(\alpha -\theta )}
Korzystając z wzorów na sinus różnicy kątów mamy:
{\displaystyle i_{d}=\mathbf {i} \cdot \cos(\alpha )\cos(\theta )+i\cdot \sin(\alpha )\sin(\theta )}
{\displaystyle i_{q}=i\cdot \sin(\alpha )\cos(\theta )-\mathbf {i} \cdot \cos(\alpha )\sin(\theta )}
korzystając z zależności w oryginalnym układzie współrzędnych XY:
{\displaystyle \mathbf {i} _{\alpha }=i\cdot \cos(\alpha )}
{\displaystyle i_{\beta }=i\cdot \sin(\alpha )}
co daje nam:
{\displaystyle i_{d}=i_{\alpha }\cos(\theta )+i_{\beta }\sin(\theta )}
{\displaystyle i_{q}=i_{\beta }\cos(\theta )-i_{\alpha }\sin(\theta )}
Wzory te znane są pod nazwą przekształcenia (transformaty) Parka.
Wektor wirującego prądu tak przekształcony możemy przedstawić w postaci zespolonej:
{\displaystyle {\underline {I_{s}}}=i_{d}+ji_{q}}